# Dimocarpus confinis
Dimocarpus confinis är en kinesträdsväxtart som först beskrevs av F.C. How & C.N. Ho, och fick sitt nu gällande namn av Hsien Shui Lo. Dimocarpus confinis ingår i släktet Dimocarpus och familjen kinesträdsväxter. Inga underarter finns listade i Catalogue of Life.